# Цівка (анатомія)

Скелет голуба, цівка позначена цифрою 8.

Цівка (лат. tarsometatarsus) — одна з кісток ноги птахів, розташована між гомілкою і пальцями, утворюється злиттям 3-ї кістки п'яти з трьома середніми (2—4-й) зрощеними по довжині плесновими кістками. У ссавців гомологом цівки є плесно.

## У викопних тварин
У археоптерикса плеснові кістки були вільними. У гігантських викопних плазунів — хижих динозаврів, нога яких виявляє конвергентну схожість з ногою птахів, була також і цівка, схожа з цівкою птахів.

## У сучасних птахів
У деяких дорослих сучасних птахів (пінгвіни, фрегати) в цівки зберігаються сліди злиття — отвори й жолобки між плесновими кістками. Довжина цівки в різних видів птахів є різною, найдовша у болотяних птахів (наприклад, лелекоподібних) — такої ж довжини, як їх довга гомілка, найкоротша у птахів, які добре лазять. У самців деяких куриних на задньому боці цівки є т. зв. шпори. 
| Череп | Це незавершена стаття з анатомії. Ви можете допомогти проєкту, виправивши або дописавши її. |